# Arlberg Expres
Arlberg Expres (titlul original: în germană Arlberg-Express) este un film thriller austriac, realizat în 1948 de regizorul Eduard von Borsody, protagoniști fiind actorii Paul Hubschmid, Elfe Gerhart-Dahlke, Iván Petrovich, Hans Putz.

## Conținut
Filmul descrie povestea lui Hans Leitner, care s-a întors la Viena în 1948, după trei ani de prizonierat. Muzicianul nu poate găsi de lucru în Viena postbelică. O valiză plină de bijuterii zvârlită dintr-un tren, îl vâră pe Leitner în mașinațiile criminale ale unei bande de speculanți. Cu ajutorul tinerei Christl, de care Leitner se îndrăgostește, poate să se salveze fugind peste graniță, cu trenul Arlberg Express.

## Distribuție
- Paul Hubschmid – Hans Leitner
- Elfe Gerhart-Dahlke – Christl Andermann
- Iván Petrovich – Barna
- Hans Putz – Flori Reutner
- Hugo Gottschlich – Toni
- Otto Treßler – Tschurtschrntaler
- Alma Seidler – Lissy
- Liesl Andergast – doamna Steindl
- Melanie Horeschovsky – doamna Hellmann
- Susanne Engelhart – hangița
- Josef Krastel – învățătorul din sat
- Gretl Rainer – soția acestuia
- Fritz Horn
- Hans Richter
- Hans Waschatko
- Gisa Wurm
- Erich Ziegel